# Under the Radar (album của Daniel Powter)
Under the Radar là album phòng thu thứ ba của nam ca sĩ đến từ Canada Daniel Powter, tiếp sau album phòng thu mang tên anh năm 2005. Album phát hành ở châu Âu tháng 9 năm 2008 và sau đó vào năm 2009 ở Bắc Mỹ. "Next Plane Home" đã được phát hành làm đĩa đơn đầu tiên từ album. Album cũng chứa một bản remix của đĩa đơn "Love You Lately" trước đó của anh. Ở Vương quốc Anh, album đạt được thứ hạng 43.
Bản remix của "Love You Lately" vẫn được thường xuyên chơi trên các sóng phát thanh ở New England cho đến nay.

## Track listing
| STT | Nhan đề                      | Thời lượng |
| --- | ---------------------------- | ---------- |
| 1.  | "Best of Me"                 | 3:59       |
| 2.  | "Not Coming Back"            | 4:01       |
| 3.  | "Whole World Around"         | 4:27       |
| 4.  | "Next Plane Home"            | 3:10       |
| 5.  | "Am I Still the One?"        | 4:16       |
| 6.  | "Negative Fashion"           | 3:26       |
| 7.  | "Don't Give Up on Me"        | 3:31       |
| 8.  | "Fly Away"                   | 3:35       |
| 9.  | "Beauty Queen"               | 3:37       |
| 10. | "My So Called Life"          | 3:43       |
| 11. | "Love You Lately (Remix)"    | 3:23       |
| 12. | "Bad Day (Trực tiếp ở Viên)" | 4:16       |